# Pepe Habichuela
Pepe Habichuela (* 1944 in Granada als José Antonio Carmona Carmona) ist ein spanischer Flamencogitarrist, der als einer der großen Flamencomeister und einer der besten zeitgenössischen Gitarristen Spaniens bezeichnet wird.

## Leben und Wirken
Habichuela gehört zu einer Flamencodynastie von Gitanos, die mit seinem Großvater Habichuela el Viejo (alte Bohne) begann und von seinem Vater José Carmona und dessen Brüdern Juan Habichuela (1933–2016), Carlos und Luis fortgesetzt wurde. 1964 zog Habichuela nach Madrid, wo er an Flamencodarbietungen mit Künstlern wie Juanito Valderrama, Camarón de la Isla, Paco de Lucía, Manolo Sanlúcar und Enrique Morente wirkte. Enrique Morentes Tributalbum an den Sänger Antonio Chacón, an dem Pepe Habicuela als Begleitgitarrist mitwirkte, wurde 1975 mit dem nationalen Schallplattenpreis in Spanien ausgezeichnet. Sein Album A Mandeli, eine Huldigung an seinen Großvater, die angeblich in der Flamenco-Szene Kultstatus besitzt, war weltweit ein Erfolg.
Habichuela gilt zwar als Repräsentant des flamenco puro, im Unterschied zu seinem Sohn José Miguel Carmona Niño und seinen Neffen Juan José Carmona Amaya El Camborio und Antonio Carmona Amaya, die die Nuevo flamenco Gruppe Ketama bildeten. Pepe Habichuela hat sich jedoch auch mit Crossover beschäftigt, insbesondere mit indischer Bollywood-Musik. Er ist zudem mit Jazzmusikern wie Don Cherry und seit 2010 wiederholt mit  Dave Holland aufgetreten.
Habichuela wurde 2018 mit der spanischen Medalla de oro al Mérito en las Bellas Artes (Verdienstmedaille in Gold der Schönen Künste) ausgezeichnet.

## Diskografische Hinweise
- Enrique Morente & Pepe Habichuela Homenaje a D. Antonio Chacón – 1976
- A Mandeli – 1983
- Habichuela en rama – 1997
- Pepe Habichuela & The Bollywood Strings Yerbagüena / -  2001
- Nuevos Medios Colección – 2003
- Pepe Habichuela & Dave Holland Hands – 2010